# Karl Oderich

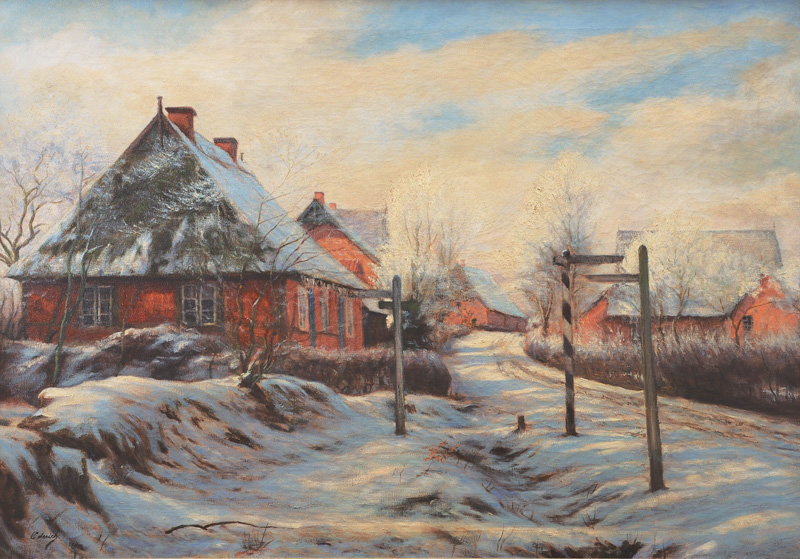
Dorfstraße im Rauhreif

Karl Oderich (* 1856 Hagenow; † 1915 Hamburg) war ein deutscher Historien-, Porträt- und Landschaftsmaler.
Oderich studierte an der Kunstakademie in Karlsruhe bei Adolf Des Coudres und Karl Gussow und in Berlin bei Friedrich Schaper sowie in Wien als Meisterschüler bei Hans Makart. Die Jahre 1886 und 1887 verbrachte er in Ägypten.
Danach war er in Wien und seit 1894 in Hamburg als Porträtist tätig. Karl Oderich war Mitglied im Hamburger Künstlerverein.